# او ایکس او
«او ایکس او» (انگلیسی: OXO) یک بازی ویدئویی فکری در سبک بازی ویدئویی معمایی است؛ که در سال ۱۹۵۲ و در پلت‌فرم  Electronic Delay Storage Automatic Calculator  در بریتانیا منتشر شده‌است. او ایکس او یکی از نخستین بازی‌های یارانه ای در تاریخچه این بازی‌ها است.